# أندرياس هينكل
أندرياس هينكل (بالألمانية: Andreas Hinkel)

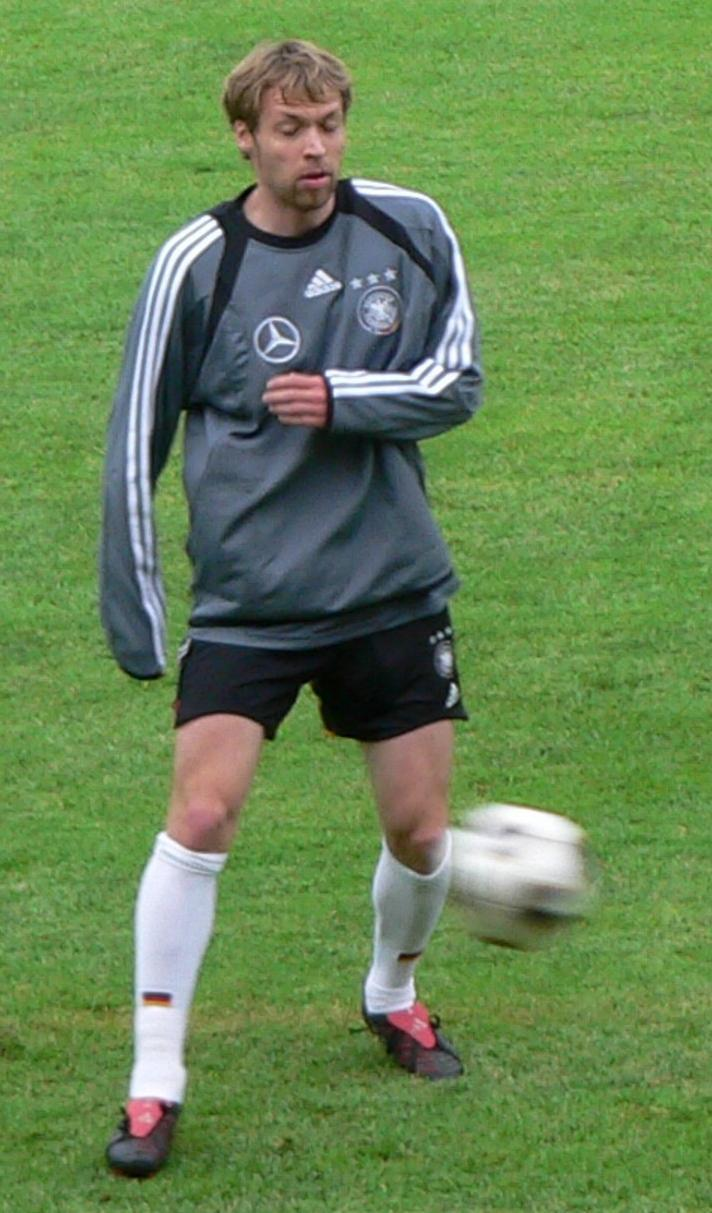
أندرياس هينكل

ولد في 26 مارس 1982 في باكنانغ في ألمانيا، لاعب كرة قدم ألماني.
بدأ مسيرته الكروية مع نادي شتوتغارت في سنة 2000، ولعب معهم حتى سنة 2006، وشارك معهم في 156 مباراة وسجل هدف واحد، ومن سنة 2006 حتي 2008 لعب مع نادي إشبيلية الإسباني وانتقل منه الي نادي سيلتك الاسكتلندي.
و قد بدأ باللعب مع منتخب ألمانيا لكرة القدم في سنة 2003.

## وصلات خارجية
- أندرياس هينكل على موقع الاتحاد الدولي (مؤرشف)  (الإنجليزية)
- أندرياس هينكل على موقع قاعدة بيانات كرة القدم.إي يو (الإنجليزية)
- أندرياس هينكل على موقع بيانات كرة القدم. دي إي (الألمانية)
- أندرياس هينكل على موقع ناشيونال فوتبول تيمز (الإنجليزية)
- أندرياس هينكل على موقع Soccerbase.com (لاعب) (الإنجليزية)
- أندرياس هينكل على موقع عالم كرة القدم.نت (الإنجليزية)